# 먀오리현
먀오리현(중국어: 苗栗縣, 병음: Miáolì Xiàn, 한자음: 묘률현)은 대만 북서부에 위치한 현이다. 신주현, 타이중시, 신주시와 접한다.

## 지리
먀오리현은 대만 중북부에 위치하고 북부는 신주현, 남부는 쉐산산맥을 경계로 타이중현과 서쪽은 대만 해협과 접하고 있다. 동단은 타이안향 메이위안 촌의 다바젠산(大霸尖山), 서단은 위안리진 팡리 해안, 남단은 줘란진 네이완리, 북단은 주난진 치딩리이다. 동서 길이는 약 64km, 남북은 약 50km이다.
현내는 산지가 전체의 80%를 차지하고 평원이 적은 지형으로, 이것이 '산성(山城)'이라는 아호의 유래가 되고 있다.지형은 예전에는 쉐산산맥 서쪽의 선상지였지만 하천의 침식을 받아 현재의 구릉지대가 형성되었다고 생각된다.

## 역사
먀오리는 대만 원주민 타이야족의 파려사(巴麗社, 파려는 '평원'이라는 의미)가 있었다. 1748년에 광동인에 의해 개간되어 당시에는 묘리(貓裡)로 불리고 있었다. 1886년에 현이 설치될 때에 발음이 가까운 묘률(苗栗)이 채용되어 현재에 이르고 있다.

## 인구
| 연도 | 인구    | ±%    |
| --- | ------- | ----- |
| 1985 | 550,343 | —     |
| 1990 | 547,609 | −0.5% |
| 1995 | 560,128 | +2.3% |
| 2000 | 559,703 | −0.1% |
| 2005 | 559,986 | +0.1% |
| 2010 | 560,968 | +0.2% |
| 2015 | 563,912 | +0.5% |
| Source:“Populations by city and country in Taiwan”. Ministry of the Interior Population Census. 2017년 12월 16일에 원본 문서에서 보존된 문서. 2021년 2월 7일에 확인함. |         |       |

## 행정 구역
2시 5진 11향을 관할한다.
- 먀오리시(苗栗市)
- 터우펀시(頭份市)
- 허우룽진(後龍鎮)
- 퉁샤오진(通霄鎮)
- 위안리진(苑裡鎮)
- 주난진(竹南鎮)
- 줘란진(卓蘭鎮)
- 다후향(大湖鄉)
- 궁관향(公館鄉)
- 난좡향(南庄鄉)
- 싼완향(三灣鄉)
- 싼이향(三義鄉)
- 스탄향(獅潭鄉)
- 타이안향(泰安鄉)
- 퉁뤄향(銅鑼鄉)
- 터우우향(頭屋鄉)
- 시후향(西湖鄉)
- 짜오차오향(造橋鄉)

## 교육
- 국립연합대학

## 교통

### 철도
- 타이완 철로관리국
  - 종관선
    - (신주 시) - 치딩 역 - 주난 역 - (단웬 역/자오차오 역)

  - 해안선
    - 주난 역 - 단웬 역 - 다산 역 - 허우룽 역 - 룽강 역 - 바이샤둔 역 - 신푸 역 - 통사오 역 - 위안리 역 - (타이중시)

  - 타이중 선
    - 주난 역 - 자오차오 역 - 펑푸 역 - 먀오리 역 - 난시 역 - 동뤄 역 - 산이 역 - (타이중시)
- 타이완 고속철도 먀오리역 (2015년 12월 1일 개업)

### 도로
- 국도 1호선
- 국도 3호선